# Caroline Fletcher
Caroline Fletcher (n. 22 noiembrie 1906, Colorado, SUA – d. 3 aprilie 1998) a fost o săritoare în apă ce a reprezentat Statele Unite ale Americii, medaliată olimpică. A participat la o ediție a Jocurilor Olimpice (1924) în care a câștigat o medalie de bronz.

## Participări
Lista de mai jos prezintă principalele competiții la care a participat Caroline Fletcher de-a lungul carierei.
- diving at the 1924 Summer Olympics – women's 3 metre springboard[*]